# Касегалук
Касегалук (англ. Kasegaluk Lagoon) — лагуна в западной части боро Норт-Слоп штата Аляска, США. Отделена от Чукотского моря группой длинных узких барьерных островов. Простирается примерно на 200 км вдоль побережья; между островами имеется семь проходов. На берегу лагуны расположен населённый пункт Пойнт-Лей. В Касегалук впадают крупные реки Кукповрук, Коколик и Утукок.
Инуитское название лагуны было записано в 1923 году Геологической службой США как Касегарлик (англ. Kasegarlik), а в 1929 году написание было изменено на современное.